# Praia de Odeceixe
Praia de Odeceixe
A Praia de Odeceixe ou Praia de Odeceixe Mar é uma praia pertencente à freguesia de Odeceixe, município de Aljezur. É a praia mais setentrional do Algarve, a norte da Praia das Adegas e na foz do rio Seixe. Tem bandeira azul e é vigiada na época balnear, dispondo de serviços de apoio.
Composta por uma extensa língua de areia e protegida por altas falésias, tanto a norte como a sul, é um dos clássicos da zona. Banhada, de um lado, pela Ribeira de Odeceixe e do outro pelo mar. Durante a maré baixa formam-se pequenas lagoas no areal.
A praia também foi reconhecida como uma das 7 Maravilhas de Portugal na categoria de Praia de Arribas, em setembro de 2012.
A forte ondulação que atingiu a costa portuguesa, em 27 de outubro de 2015, provocou danos considerados "irreparáveis" na Praia de Odeceixe.

## Galeria

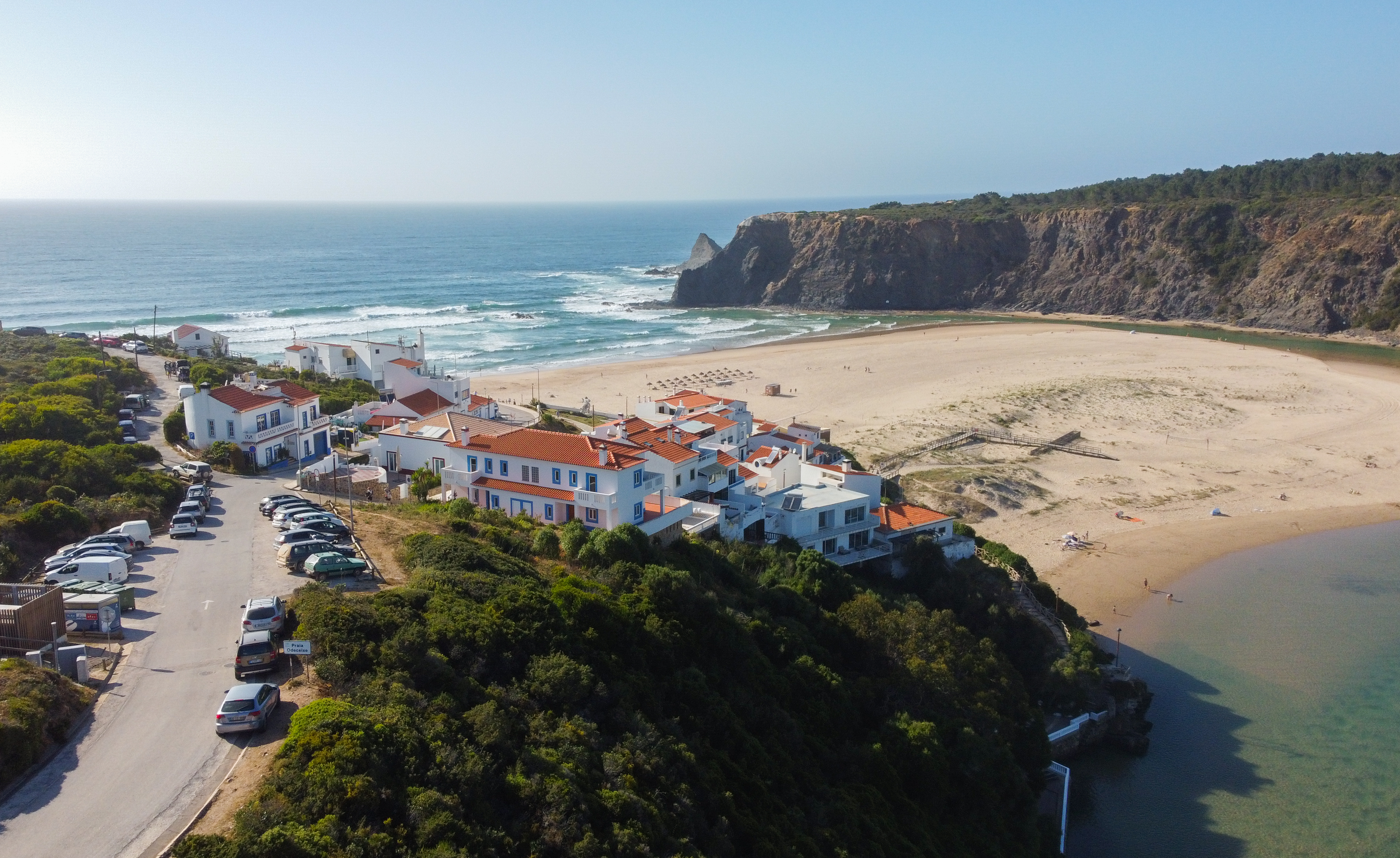
Lado sul da Praia de Odeceixe
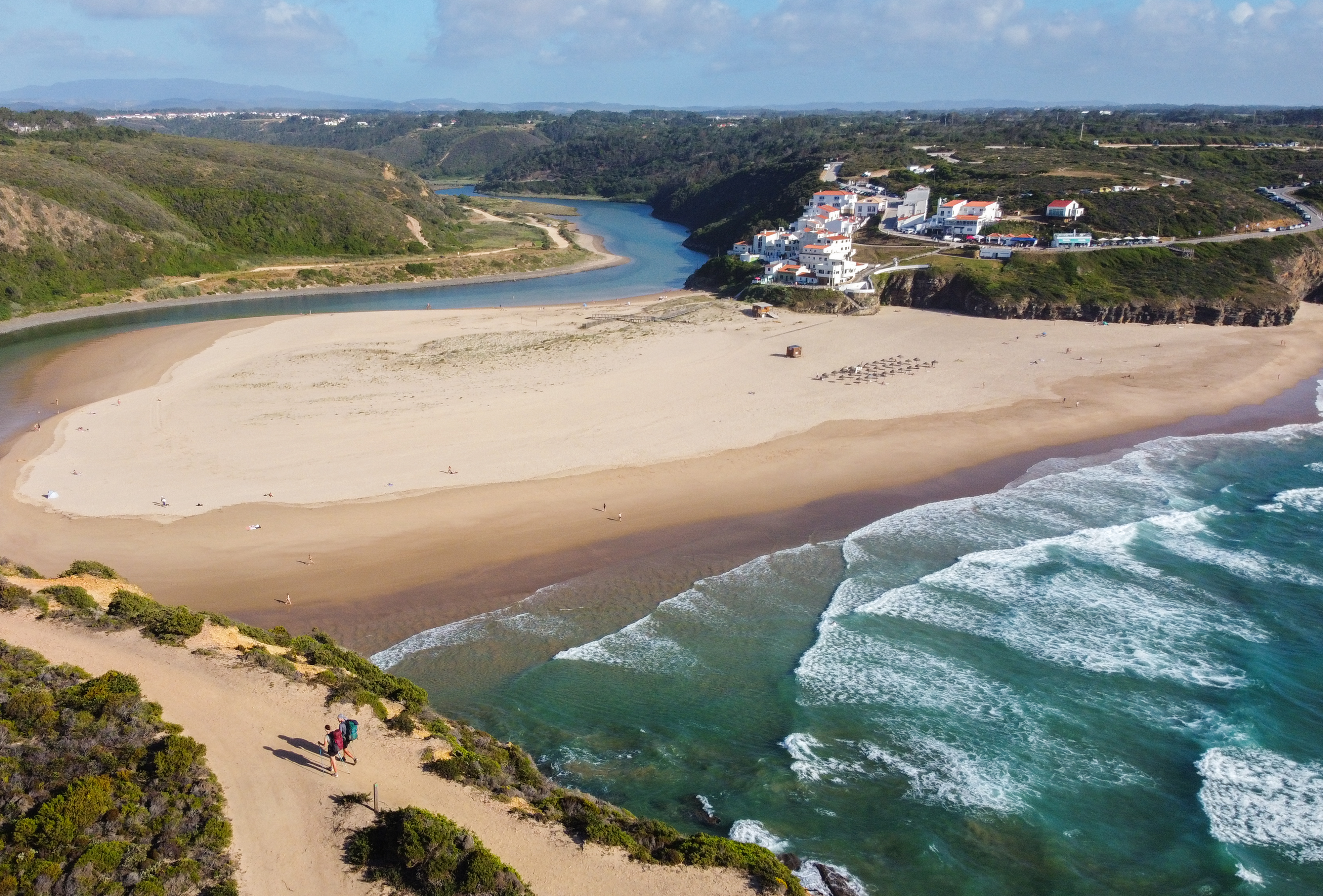
Praia de Odeceixe
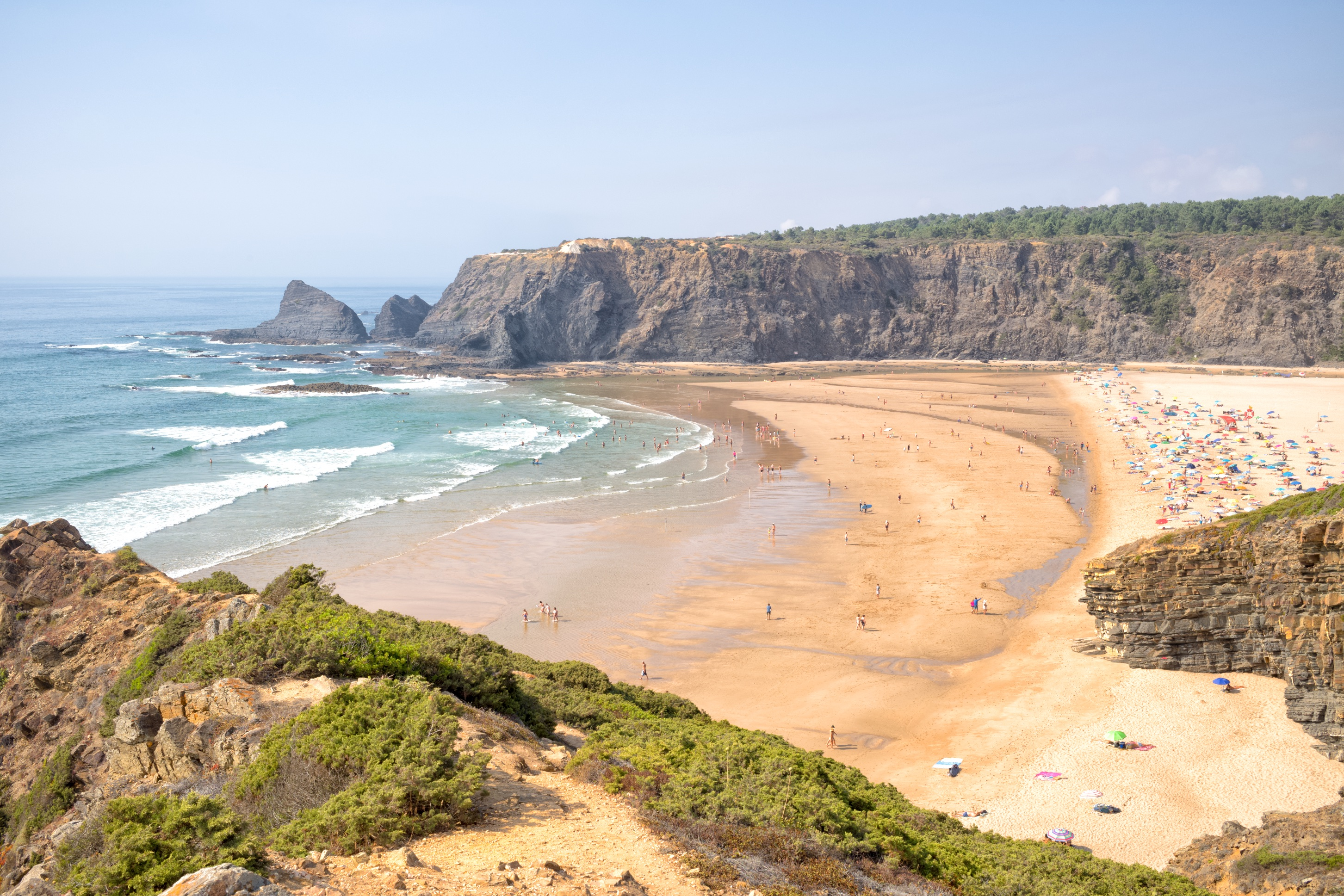
Praia de Odeceixe